# هنري وليامز (لاعب كرة قدم أمريكية)
هنري وليامز (بالإنجليزية: Henry Williams) هو لاعب كرة قدم أمريكية أمريكي، ولد في 2 ديسمبر 1956 في غرينسبورو في الولايات المتحدة.